# Concierto del Primero de Mayo

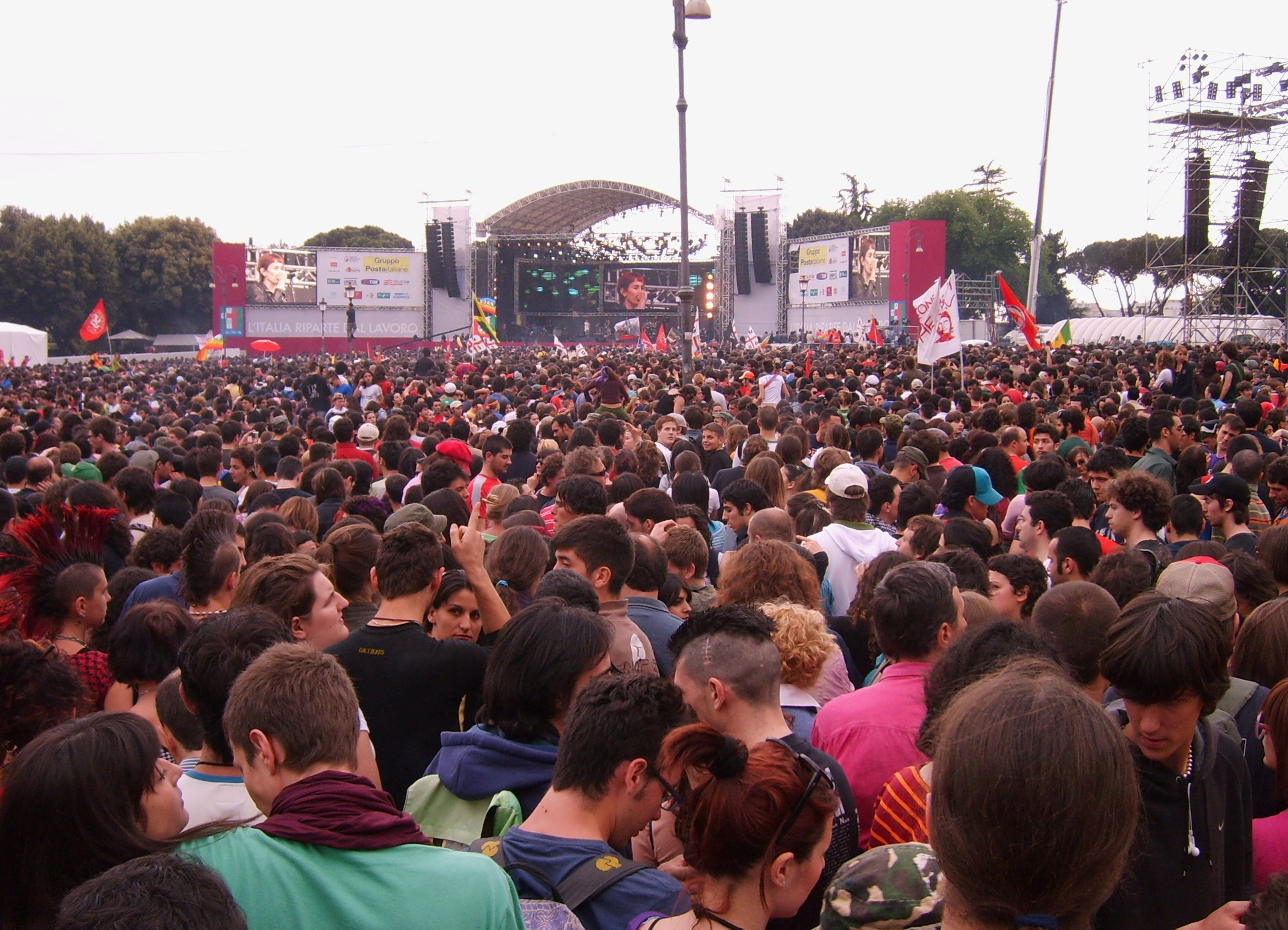
Concierto del Primero de Mayo de 2007

El Concierto del Primero de Mayo (en italiano: Concerto del Primo Maggio) es un festival de música organizado desde 1990 con ocasión del Día de los Trabajadores por parte de los tres sindicatos confederados de Italia: CGIL, CISL y UIL. El evento se celebra en la plaza San Giovanni in Laterano («San Juan de Letrán»), en frente de la basílica del mismo nombre, en Roma, y es apodado Concertone («Concertón», con aumentativo) por su duración, ya que empieza por la tarde y se prolonga hasta bien entrada la noche.

## El festival

### Retransmisión
El concierto es transmitido actualmente en Rai 3 y Rai 3 HD, y desde 2014 también en radio, en la emisora Rai Radio 2.
La retransmisión es casi total, aunque en ocasiones se han cortado las actuaciones finales, como les ocurrió a Litfiba (1997), Premiata Forneria Marconi (1998), Cristiano De André (2013), Edoardo Bennato (2017) y Extraliscio (2021).

### Programa
El festival empieza por la tarde y reúne a un gran número de grupos de música italianos, generalmente de la escena musical independiente. Cada grupo actúa durante un breve periodo de tiempo (3 o 4 canciones) antes de dejar paso al siguiente. Asimismo, casi todos los años se invita a artistas y grupos internacionales, como Robert Plant (ex-Led Zeppelin) y Oasis en 2002, Iron Maiden en 1993 y Editors en 2017.

### Público
El evento atrae a una gran multitud de espectadores cada año. A lo largo de los años, siempre según los organizadores, el número de asistentes ha variado entre los 500 000 y los 800 000, alcanzándose un pico de 1 millón de espectadores en 2006. Sin embargo, estas cifras son muy superiores a lo que parecería ser la capacidad real de la plaza.

## Historia
La primera edición del Concierto del Primero de Mayo fue presentada por Carlo Massarini y Ombretta Colli en 1990.
En 2020, por primera vez, a causa de las restricciones por la contención de la pandemia de COVID-19, el concierto se retransmitió sin la presencia del público y desde un estudio de televisión en lugar de en la plaza.
En 2021, el rapero Fedez acusó a la televisión pública RAI de tratar de aplicar una censura previa al discurso que iba a pronunciar durante el concierto criticando el bloqueo por parte de la Liga Norte de Matteo Salvini del proyecto de ley contra la homofobia. La RAI negó las acusaciones, a lo que el rapero respondió publicando en sus redes sociales la llamada telefónica que mantuvo con la dirección del ente público, que pedía al artista «adaptarse a un sistema» y recortar las citas de dirigentes de la Liga, con nombres y apellidos, por ser «editorialmente inoportunas». Finalmente, tras el revuelo ocasionado, pudo pronunciar su discurso íntegro.